# Беркли, Джеймс, 1-й барон Беркли
Джеймс Беркли (англ. James Berkeley; примерно 1394 — ноябрь 1463) — английский аристократ, 1-й барон Беркли второй креации с 1421 года. В 1417 году унаследовал часть земель своего дяди Томаса Беркли, 5-го барона Беркли. Почти до самой смерти боролся за остальные семейные владения с двоюродной сестрой Элизабет Бошан и её родственниками Толботами.

## Биография
Джеймс Беркли родился примерно в 1394 году в семье сэра Джеймса Беркли и Элизабет Блант. Он принадлежал к младшей ветви одного из самых могущественных и богатых баронских родов Англии: его отец был вторым сыном 4-го барона Беркли, владевшего многочисленными поместьями в Глостершире и южной части Валлийской марки. Первый сын, Томас, умер в 1417 году, оставив только одну дочь Элизабет, жену Ричарда де Бошана, 13-го графа Уорика. По условиям соглашения 1349 года существенная часть семейных владений, включая главную резиденцию, замок Беркли, должна была перейти Джеймсу, но Бошаны с этим не согласились, заняли спорные земли и начали судебную тяжбу — одну из самых затянутых и масштабных в истории средневековой Англии. Джеймс смог заручиться в этом споре поддержкой Хамфри, герцога Глостерского, а его кузина — поддержкой Джона Ланкастерского, герцога Бедфорда. 
В 1421 году Джеймс был вызван в парламент как лорд. Это событие считается второй креацией титула барона Беркли. Через год Элизабет де Бошан умерла, и Регентский совет заставил Бошана пойти на мировую. По условиям соглашения, подписанного в 1425 году, Беркли получал спорную часть наследства, но граф Уорик мог пожизненно пользоваться семью поместьями. Этот компромисс не удовлетворил барона. Его доходы оказались весьма ограниченными (333 фунта стерлингов в 1436 году), так что ему был нужен передел наследства. Граф умер в 1439 году, оставив трёх дочерей. Их мужья, Джон Толбот, 1-й граф Шрусбери, Эдмунд Бофорт, 2-й герцог Сомерсет, и Джордж Невилл, 1-й барон Латимер, были готовы добиваться передела в свою пользу.
Новый конфликт начался вскоре после смерти Ричарда де Бошана. В 1448 году было заключено новое соглашение, согласно которому три дочери графа Уорика удерживали за собой материнское наследство на правах пожизненного владения, а затем эти земли должны были отойти Беркли. Последний остался недоволен и в 1450 году развязал полноценную частную войну с графом Шрусбери. Сын графа Джон, 1-й виконт Лайл, в 1451 году занял замок Беркли и взял в плен барона вместе с его сыном. Жену сэра Джеймса тоже пленили и отправили в заточение, чтобы она не смогла пожаловаться королю; под стражей она и умерла (1452). Спустя ещё год оба Толбота погибли во Франции, в битве при Кастийоне. Второй граф Шрусбери (сын первого) был настроен более дружелюбно. Беркли женился в 1457 году на его сестре, а в 1459 году заключил мирное соглашение с Маргарет Толбот, своей двоюродной племянницей. Спустя четыре года он умер. Барона похоронили в семейной часовне в замке Беркли.
Будучи сосредоточен на борьбе за наследство, сэр Джеймс не принимал участия в войне на континенте и в первых сражениях Войн Алой и Белой розы, редко занимал местные должности и нерегулярно заседал в парламенте. В 1426 году король Генрих VI посвятил его в рыцари.

## Семья
В 1410 году Беркли был помолвлен с дочерью сэра Джона Сент-Джона, имя которой неизвестно. Вскоре (возможно, до свадьбы) невеста умерла. В 1414 году Джеймс женился на дочери сэра Хамфри Стаффорда (её имя тоже неизвестно). Оводовев, он вступил в брак с Изабель Моубрей, дочерью Томаса Моубрея, 1-го герцога Норфолка, и Элизабет Фицалан. В этом браке родились:
- Уильям (1426—1492), 2-й барон Беркли, 1-й виконт Беркли, 1-й граф Ноттингем, 1-й маркиз Беркли;
- Морис (примерно 1436—1506), де-юре 3-й барон Беркли;
- Джеймс[4];
- Томас (умер в 1484)[4][5].

Баронесса Изабель умерла в заточении в 1452 году. Через пять лет сэр Джеймс женился на Джоан Толбот, дочери Джона Толбота, 1-го графа Шрусбери, и Мод Невилл. Эта жена пережила его и вышла замуж снова — за сэра Эдмунда Хангерфорда.